# العلاقات النيجرية الفانواتية
العلاقات النيجرية الفانواتية هي العلاقات الثنائية التي تجمع بين النيجر وفانواتو.

## مقارنة بين البلدين
هذه مقارنة عامة ومرجعية للدولتين:
| وجه المقارنة                                              | النيجر          | فانواتو                                  |
| --------------------------------------------------------- | --------------- | ---------------------------------------- |
| المساحة (كم2)                                             | 1.27 مليون      | 12.19 ألف                                |
| عدد السكان (نسمة)                                         | 21.48 مليون     | 276.24 ألف                               |
| الكثافة السكانية (ن./كم²)                                 | 16.91           | 22.66                                    |
| العاصمة                                                   | نيامي           | بورت فيلا                                |
| اللغة الرسمية                                             | لغة فرنسية      | اللغة البسلاما، لغة فرنسية، لغة إنجليزية |
| العملة                                                    | فرنك غرب أفريقي | فاتو فانواتي                             |
| الناتج المحلي الإجمالي (بليون دولار)                      | 8.12 مليار      | 862.88 مليون                             |
| الناتج المحلي الإجمالي (تعادل القوة الشرائية) بليون دولار | 19.01 مليار     | 790.76 مليون                             |
| الناتج المحلي الإجمالي الاسمي للفرد دولار أمريكي          | 358             | 2.81 ألف                                 |
| الناتج المحلي الإجمالي للفرد دولار أمريكي                 | 938             | 3.03 ألف                                 |
| مؤشر التنمية البشرية                                      | 0.348           | 0.594                                    |
| رمز المكالمات الدولي                                      | +227            | +678                                     |
| رمز الإنترنت                                              | .ne             | .vu                                      |
| المنطقة الزمنية                                           | ت ع م+01:00     | ت ع م+11:00                              |

## منظمات دولية مشتركة
يشترك البلدان في عضوية مجموعة من المنظمات الدولية، منها:
| علم المنظمة | اسم المنظمة                                 | تاريخ انضمام النيجر | تاريخ انضمام فانواتو |
| ----------- | ------------------------------------------- | ------------------- | -------------------- |
|             | يونسكو                                      | 10 نوفمبر 1960      | 10 فبراير 1994       |
|             | مؤسسة التمويل الدولية                       | 7 يناير 1980        | 28 سبتمبر 1981       |
|             | منظمة حظر الأسلحة الكيميائية                | ?                   | ?                    |
|             | مؤسسة التنمية الدولية                       | 24 أبريل 1963       | 28 سبتمبر 1981       |
|             | منظمة التجارة العالمية                      | ?                   | ?                    |
|             | وكالة ضمان الاستثمار متعدد الأطراف          | 10 مايو 2012        | 27 يوليو 1988        |
|             | الاتحاد البريدي العالمي                     | ?                   | ?                    |
|             | الاتحاد الدولي للاتصالات                    | 14 نوفمبر 1960      | 30 مارس 1988         |
|             | الأمم المتحدة                               | 20 سبتمبر 1960      | 15 سبتمبر 1981       |
|             | البنك الدولي للإنشاء والتعمير               | 24 أبريل 1963       | 28 سبتمبر 1981       |
|             | مجموعة دول أفريقيا والكاريبي والمحيط الهادئ | ?                   | ?                    |